# Patalene infensata
Patalene infensata là một loài bướm đêm trong họ Geometridae.